# Фиторис, Кристиан
Кристиан Фиторис (нем. Christian Vietoris, родился 1 апреля 1989 года в Герольштайне, ФРГ) — немецкий автогонщик.
- Победитель серии A1 Grand Prix в составе сборной Германии в сезоне-2006/07.

## Спортивная карьера

### Первые годы
Как и многие тогдашние сверстники, Кристиан начал свою спортивную карьеру с картинговых соревнований. Первые старты пришлись на 1994 год. В 2003 году Фиторису покоряется национальный юниорский чемпионат страны по картингу, а через год уроженец Герольштайн становится вторым призёром западногерманского чемпионата.
В 2005 Кристиан переходит в большой автоспорт, подписывая контракт с командой Eifelland Racing немецкой Формулы-БМВ. В дебютный год молодой немец лишь несколько раз за сезон попадает в Top10 финишного протокола.
В 2006 году, перебравшись в команду Josef Kaufmann Racin] Фиторис, уже набравшийся опыта таких гонок, выступает не в пример лучше: 9 поул-позиций, 3 быстрейших круга, 16 подиумов (в том числе 9 побед) позволяют Кристиану уверенно завоевать титул чемпиона серии. В дополнении к этому, в конце года, немец побеждает на специальной гонке серии (т. н. Мировой финал), где собрались лучшие гонщики подобных первенств из разных регионов мира и завоёвывает право поучаствовать в тестах команды BMW Sauber.
В этом же году Фиторис дебютирует в серии A1 Grand Prix, заменяя на мексиканском этапе Нико Хюлькенберга в кокпите пилота национальной команды Германии.

### 2007-09
В 2007 году, продлив отношения с Josef Kaufmann Racing Фиторис переходит в немецкую Ф3. Дебютный год в этой категории автоспорта проходит вполне успешно — Кристиан дважды стартует с поул-позиции, выигрывает одну гонку и занимает 6-е место в общем зачёте. Подобные успехи позволяют его менеджменту перевести немца в 2008 году в евросерию этого класса.

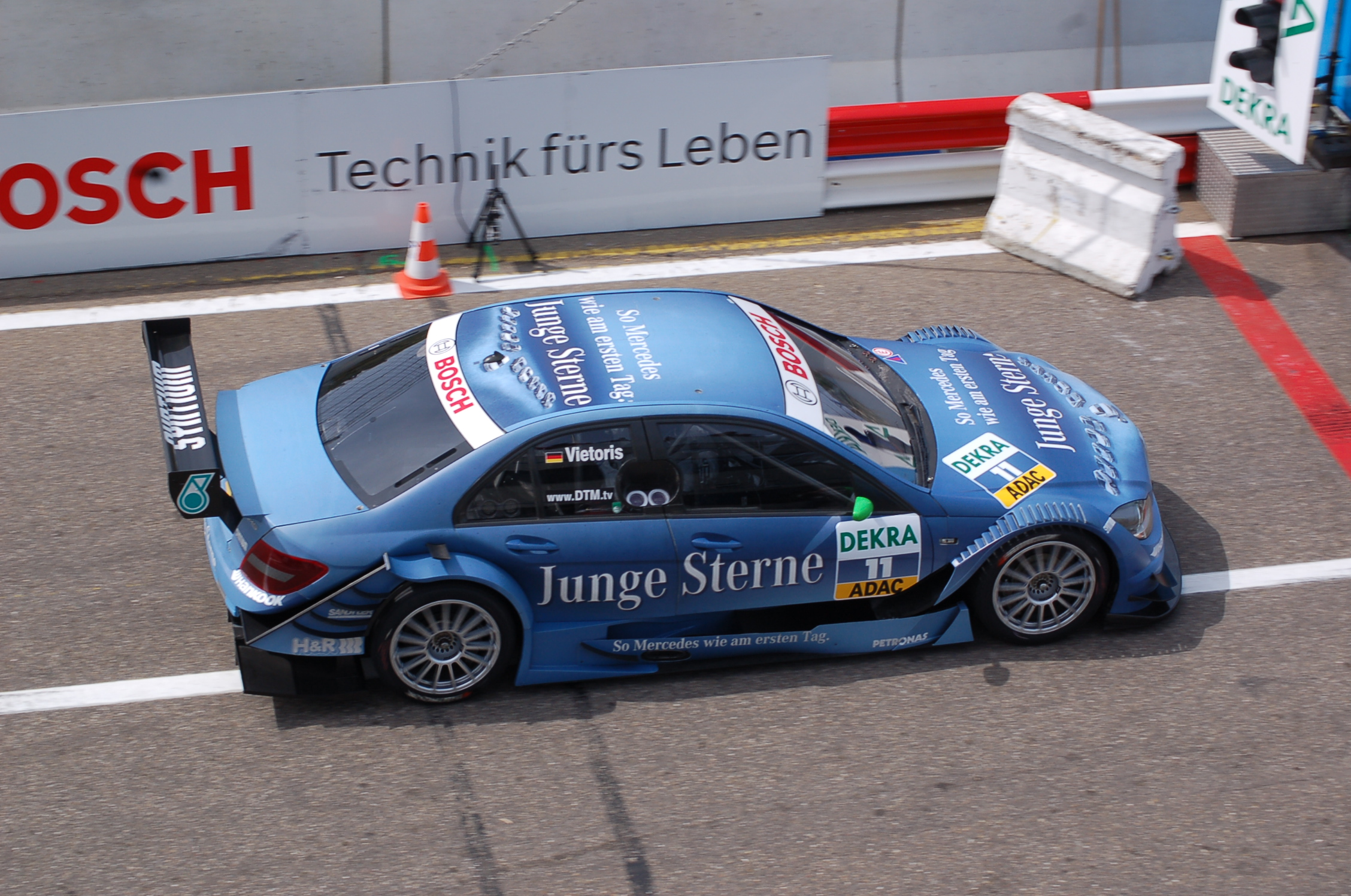
AMG-Mercedes C-Klasse 2008 DTM Кристиана сезона 2011 года.

Дебютный сезон в составе новой команды Mücke Motorsport прошёл уверенно. Даже несмотря на серию провальных гонок, Кристиан зарабатывает 1 поул, четырежды финиширует на подиуме (1 победа) и, набрав 36 очков, финиширует шестым в личном зачёте серии.
Немец продлевает сотрудничество с Mucke в 2009 году, когда проводит свой третий сезон в Ф3 и второй — в евросерии. Опыт предыдущих лет позволяет ему с самого начала показывать результаты на уровне лидеров серии. Длительное время борясь на равных с Жюлем Бьянки из ART Grand Prix за две гонки до конца он вынужден признать поражение и довольствоваться вице-чемпионским титулом.

### 2010-13
Набранного в Ф3 опыта оказывается достаточно, и в межсезонье Кристиан переходит в первенство GP2. Обкаточные старты в азиатском чемпионате приносят несколько финишей в Top10 (в том числе одну победу).
Год в основном чемпионате начинается не лучшим образом — лишь в пятой гонке сезона в Турции Кристиан впервые набирает очки. В дальнейшем Фиторис несколько улучшает свои результаты, и после двух вторых мест на Хунгароринге и победы в Монце Кристиан забирается на 9-е место в общем зачёте. Немец мог быть и выше, но последний уик-энд сезона пришлось пропустить из-за приступа аппендицита.
В 2011 году Фиторис планировал выступать в GP2 и DTM, однако столь плотное расписание оказалось большой проблемой: угодив в серьёзную аварию на старте формулического сезона, Кристиан, затем, не имея возможности в должной степени восстановится, вынужден был на некоторое время прекратить свои выступления в GP2, сосредоточившись на кузовных гонках.
Пропустив два этапа, немец вернулся в GP2 на этапе в Валенсии. Заново привыкнув к машине, Кристиан через несколько гонок начинает выступать на равных с лидерами серии. Ближе к концу сезона Кристиан выигрывает две гонки. В итоге он поднимается на седьмое место в общем зачёте, уступив вице-чемпиону всего 19 очков, при том, что проблемы со здоровьем потенциально стоили ему 80 баллов.
Год в DTM проходил без особых успехов: Фиторису много раз чуть-чуть не хватало для попадания в очковую зону на финише гонок, но в сентябре, на этапе Ошерслебене, немцу наконец удаётся заработать свои дебютные баллы в серии, финишировав на пятой позиции. В 2012 году он несколько улучшает свои результаты, но всё равно лишь изредка попадает в зачётную зону. Через год Кристиан стабилизирует свои результаты, выигрывает свою первую квалификацию, регулярно финиширует в очковой зоне, четырежды попадает на подиумные позиции по итогам гонки, и в итоге занимает в личном зачёте четвёртое место (параллельно став лучшим пилотом Mercedes).

## Статистика результатов в моторных видах спорта

### Сводная таблица
| Сезон   | Серия               | Команда               | Гонки      | ПП         | БК         | Победы     | Очки       | Поз.       |
| ------- | ------------------- | --------------------- | ---------- | ---------- | ---------- | ---------- | ---------- | ---------- |
| 2005    | Формула-BMW ADAC    | Eifelland Racing      | 19         | 0          | 0          | 0          | 17         | 16-й       |
| 2006    | Формула-BMW ADAC    | Josef Kaufmann Racing | 18         | 9          | 3          | 9          | 277        | 1-й        |
| 2006-07 | A1 Grand Prix       | Германия              | 2          | 0          | 0          | 0          | 128        | 1-й        |
| 2007    | Немецкая Формула-3  | Josef Kaufmann Racing | 12         | 2          | 1          | 1          | 62         | 6-й        |
| 2007    | Формула-1           | BMW Sauber            | тест-пилот | тест-пилот | тест-пилот | тест-пилот | тест-пилот | тест-пилот |
| 2007-08 | A1 Grand Prix       | Германия              | 6          | 0          | 1          | 1          | 83         | 8-й        |
| 2008    | Евросерия Формулы-3 | Mücke Motorsport      | 20         | 1          | 2          | 1          | 36         | 6-й        |
| 2008    | F3 Masters          | Mücke Motorsport      | 1          | 0          | 0          | 0          |            | 18-й       |
| 2009    | Евросерия Формулs-3 | Mücke Motorsport      | 18         | 0          | 1          | 4          | 75         | 2-й        |
| 2009    | F3 Masters          | Mücke Motorsport      | 1          | 0          | 0          | 0          |            | 7-й        |
| 2009-10 | GP2 Asia            | DAMS                  | 8          | 0          | 0          | 1          | 9          | 10-й       |
| 2010    | GP2                 | Racing Engineering    | 18         | 0          | 0          | 1          | 29         | 9-й        |
| 2011    | GP2                 | Racing Engineering    | 14         | 1          | 1          | 2          | 35         | 7-й        |
| 2011    | DTM                 | Persson Motorsport    | 10         | 0          | 0          | 0          | 4          | 14-й       |
| 2012    | DTM                 | HWA                   | 10         | 0          | 0          | 0          | 25         | 12-й       |
| 2013    | DTM                 | HWA                   | 10         | 1          | 2          | 0          | 77         | 4-й        |
| 2014    | DTM                 | HWA                   | 10         | 0          | 0          | 1          | 69         | 4-й        |
| 2015    | DTM                 | HWA Team              | 18         | 1          | 0          | 0          | 56         | 16-й       |

### Результаты выступлений в DTM
| Легенда к таблице |                                                                    |
| --- | ------------------------------------------------------------------ |
| В таблице перечислены результаты всех гонок, в которых принимал участие гонщик. Строками таблицы являются сезоны, столбцами — этапы соревнований. В каждой клетке указаны сокращённое название этапа и результат, дополнительно обозначенный цветом. Расшифровка обозначений и цветов представлена в нижеследующей таблице. |                                                                    |
| \| Пример \| Описание \| \| ------------ \| ------------------------------------------------------------------ \| \| 1 \| Победитель \| \| 2 \| Второе место \| \| 3 \| Третье место \| \| 5 \| Финишировал, заработав очки \| \| Сход \| Не финишировал, но при этом заработал очки \| \| 12 \| Финишировал, не получив очков \| \| НКЛ \| Финишировал, но не попал в финальную классификацию \| \| 15 \| Участвовал вне зачёта, либо по отдельной классификации \| \| 18 \| Не финишировал, но попал в финальную классификацию \| \| Сход \| Не финишировал \| \| НКВ \| Не прошёл квалификацию \| \| НПКВ \| Не прошёл предквалификацию \| \| ДСК \| Дисквалифицирован \| \| ИСК \| Исключён из протокола соревнований \| \| ТТ \| Заявлен для участия только в тренировках \| \| НС \| Участвовал в квалификации, но не стартовал в гонке \| \| Т \| Травмирован или болен \| \| ОТК \| Отказ от участия \| \| НТР \| Прибыл на соревнования, но на трассу не выезжал \| \| НПР \| Был заявлен в числе участников, но не прибыл к началу соревнований \| \| О \| Соревнования отменены \| \| \| Не участвовал \| \| Поул-позиция \| \| \| Быстрый круг \| \| |                                                                    |
| Пример | Описание                                                           |
| 1 | Победитель                                                         |
| 2 | Второе место                                                       |
| 3 | Третье место                                                       |
| 5 | Финишировал, заработав очки                                        |
| Сход | Не финишировал, но при этом заработал очки                         |
| 12 | Финишировал, не получив очков                                      |
| НКЛ | Финишировал, но не попал в финальную классификацию                 |
| 15 | Участвовал вне зачёта, либо по отдельной классификации             |
| 18 | Не финишировал, но попал в финальную классификацию                 |
| Сход | Не финишировал                                                     |
| НКВ | Не прошёл квалификацию                                             |
| НПКВ | Не прошёл предквалификацию                                         |
| ДСК | Дисквалифицирован                                                  |
| ИСК | Исключён из протокола соревнований                                 |
| ТТ | Заявлен для участия только в тренировках                           |
| НС | Участвовал в квалификации, но не стартовал в гонке                 |
| Т | Травмирован или болен                                              |
| ОТК | Отказ от участия                                                   |
| НТР | Прибыл на соревнования, но на трассу не выезжал                    |
| НПР | Был заявлен в числе участников, но не прибыл к началу соревнований |
| О | Соревнования отменены                                              |
| | Не участвовал                                                      |
| Поул-позиция |                                                                    |
| Быстрый круг |                                                                    |

| Год  | Команда            | Машина                   | 1         | 2       | 3       | 4        | 5      | 6         | 7        | 8       | 9           | 10        | Позиция | Очки |
| ---- | ------------------ | ------------------------ | --------- | ------- | ------- | -------- | ------ | --------- | -------- | ------- | ----------- | --------- | ------- | ---- |
| 2011 | Persson Motorsport | AMG-Mercedes C-Klasse    | ХОК1 13   | ЗАН 15  | РБР 15  | ЛАУ 9    | НОР 11 | НЮР 13    | БРХ 13   | ОШР 5   | ВАЛ 12      | ХОК2 Сход | 14      | 4    |
| 2012 | HWA Team           | DTM AMG Mercedes C-Coupé | ХОК1 4    | ЛАУ 11  | БРХ 6   | РБР Сход | НОР 8  | НЮР 16    | ЗАН Сход | ОШР 12  | ВАЛ 12      | ХОК2 10   | 12      | 25   |
| 2013 | HWA Team           | DTM AMG Mercedes C-Coupé | ХОК1 3    | БРХ 8   | РБР 7   | ЛАУ 3    | НОР 3  | MOC 10    | НЮР 3    | ОШР 18  | ЗАН 15      | ХОК2 7    | 4       | 77   |
| 2014 | HWA Team           | DTM AMG Mercedes C-Coupé | ХОК1 15   | ОШР 1   | ХУН 20† | НОР 21†  | МОС 7  | РБР 9     | НЮР 6    | ЛАУ 2   | ЗАН 5       | ХОК2 14   | 4       | 69   |
| 2015 | HWA AG             | DTM AMG Mercedes C-Coupé | ХОК1-1 14 | ЛАУ1 17 | НОР1 4  | ЗАН1 12  | РБР1 4 | МОС1 Сход | ОШР1 18  | НЮР1 15 | ХОК2-1 12   |           | 16      | 56   |
| 2015 | HWA AG             | DTM AMG Mercedes C-Coupé | ХОК1-2 11 | ЛАУ2 7  | НОР2 2  | ЗАН2 8   | РБР2 8 | МОС2 20   | ОШР2 21  | НЮР2 14 | ХОК2-2 Сход |           | 16      | 56   |

† — не финишировал, но был классифицирован, так как проехал более 75% всей дистанции гонки.

## Рекорды
- Фиторис в своё время стал самым юным победителем гонки серии A1 Grand Prix, победив в гонке этапа на новозеландской трассе Taupo Motorsport Park в возрасте 18 лет 9 месяцев и 19 дней. Предыдущее достижение принадлежало его соотечественнику Нико Хюлькенбергу, выигравшего гонку серии в возрасте 19 лет 1 месяца и 13 дней (в голландском Зандвоорте в 2006 году).[4]